# مايكرو إس دي

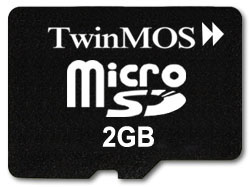
مايكرو إس دي بحجم 2 جيجابايت

كروت إس دي وميني إس دي ومايكرو إس دي، مع أحجامها

مايكرو إس دي (بالإنجليزية: MicroSD وتكتب microSD)‏ هي إحدى صور بطاقات ذاكرة فلاش القابلة للإزالة. وإس دي (بالإنجليزية: SD)‏ هي اختصار Secure Digital، أي الرقمي المحمي. هذه الذاكرات الفلاشية استخدمت بشكل شائع مع أجهزة الهواتف المحمولة، وأجهزة نظام التموضع العالمي (بالإنجليزية: GPS)‏ المحمولة، ومشغلات الوسائط المتعددة المحمولة، وذاكرات يو إس بي القابلة للزيادة، وكروت نينتندو دي إس، وأيضاً الكاميرات الرقمية.
هي أصغر بطاقات الذاكرة المتوفرة تجارياً؛ إذ يبلغ حجمها 15 مم × 11 مم × 1 مم (مما يوازي حجم ظفر)، أي تقريباً ربع حجم ذاكرات إس دي.

## حجم الذاكرة
هنالك ثلاث مستويات لسعات التخزين وهي:
1. SD: بسعة تخزين تصل حتى 2 جيجابايت باستخدام نظام ملفات (FAT 12 وFAT 16)
2. سكيور ديجيتال: بسعة تخزين تبدأ بـِ2 جيجابايت وتصل إلى 32 جيجابايت باستخدام نظام ملفات (FAT 32)
3. سكيور ديجيتال: بسعة تخزين تبدأ بـِ32 جيجابايت وتصل حتى 2 تيرابايت باستخدام نظام ملفات (exFAT).[2]

## استهلاك الطاقة
يختلف استهلاك كروت مايكرو إس دي للطاقة حسب الشركة المصنعة، لكنه يكون غالباً حوالي 20 إلى 100 ميللي أمبير عند جهد 3.3 فولت. تحدد معايير شركة TwinMos استهلاك الطاقة أثناء نقل البيانات بـ 45 ميللي أمبير على الأكثر، بينما تحدده توشيبا بـ 60 إلى 80 ميللي أمبير.

## وصلات خارجية
- الصفحة الرئيسية لاتحاد SD
- (بالإنجليزية) JESD84-C01 -- MultiMediaCard (MMC) Card Mechanical Standard